# Puget Sound and Pacific Railroad

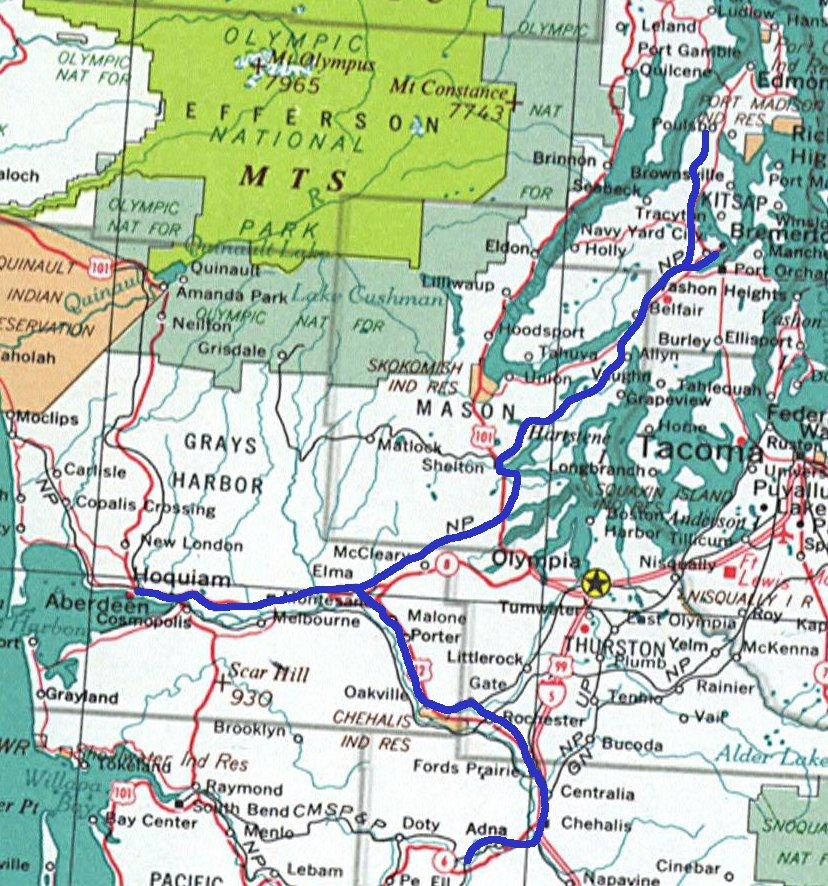
Streckennetz

Die Puget Sound and Pacific Railroad (PSAP, PS&P) ist eine US-amerikanische Shortline-Eisenbahngesellschaft im Bundesstaat Washington mit einem Streckennetz von rund 250 km. Sitz des zum Genesee-and-Wyoming-Konzern gehörenden Unternehmens ist Elma (Washington). Wichtigste Transportgüter sind Holz und Holzprodukte.

## Streckennetz
Die Gesellschaft befährt die ehemalige BNSF-Strecke von Centralia über Oakville nach Elma. Dort verzweigt die Strecke nach Westen zum Hafen von Grays Harbor in Aberdeen und Hoquiam und nach Nordosten nach Shelton und weiter zu den US-Navy-Stützpunkten Bangor Base (Stützpunkt Atom-U-Boote) und Bremerton (Reserve der Pazifikflotte). Letztere Strecke ist ab Shelton im Eigentum der US Navy. Von Centralia  reicht das Streckennetz nach Süden bis nach Chehalis und ab dort über die im Eigentum des Port of Chehalis befindlichen Strecke nach Curtis.
Übergänge bestehen zur BNSF in Centralia und zur Union Pacific Railroad in Blakeslee Junction.

## Geschichte
In den 1980er und Anfang der 1990er Jahre begann der Verkehr zu den Häfen nach Aberdeen und Hoquiam nachzulassen. Grund war vor allem der zurückgehende Holztransport von der Olympia-Halbinsel in den Rest der Vereinigten Staaten.
Nachdem sich 1980 bereits die Milwaukee Road aus Washington zurückgezogen hatte, stellte 1985 die Union Pacific ihre eigene Strecke nach Aberdeen ein und benutzte die Gleise der Burlington Northern Railroad mit. 1997 entschied die BNSF, Nachfolger der Burlington Northern, aufgrund des geringen Transportaufkommens den Betrieb einzustellen. Da dies jedoch das Aus für den Hafen bedeutet hätte, wurde nach einer Lösung gesucht. Diese wurde mit dem Erwerb der Strecke durch den Shortline-Betreiber ParkSierra gefunden. Das Unternehmen, das bereits mehrere Strecken in Kalifornien und Arizona betrieb, erwarb im August 1997 die Harbor and Bangor Subdivison der BNSF. In der Folgezeit begann sich das neue Unternehmen intensiv um neue Kunden zu bemühen. Vor allem im Zusammenwirken mit dem Hafen gelang es, neue Transportleistungen zu akquirieren. So gelang es, das jährliche Transportvolumen bis 2002 von ursprünglich 7.500 Wagenladungen im Jahr 1997 auf 14.000 Ladungen zu steigern. Zu den Transportaufträgen gehört auch gelegentlich die Abfuhr von Nuklearmaterial aus der U-Boot-Basis in Bangor. Im Januar 2002 wurde ParkSierra von RailAmerica erworben und ist mit dieser seit 2012 Teil von Genesee and Wyoming.

## Fahrzeugpark
Der Betrieb wurde mit acht Lokomotiven der Baureihen EMD GP10 und GP38 aufgenommen. Die älteren GP10 wurden später abgelöst durch Lokomotiven der Baureihen EMD GP40 und weiteren GP38. Der Fahrzeugpark umfasste im Herbst 2005 15 Lokomotiven. Eine Besonderheit ist der Einsatz von funkgesteuerten Lokomotiven für Rangierarbeiten.